# 斂葬之儀
斂葬之儀（日語：斂葬の儀／れんそうのぎ）為日本天皇和皇室成員的主要葬禮。

## 概述
「斂」字有安頓的意思，而「葬」字是將死者的遺體放入棺材下葬。
自1873年（明治6年）稚瑞照彥尊（明治天皇的長子）去世后，除天皇和三位皇后（皇后、皇太后、太皇太后）以外的皇室成員都被安葬在豐島岡陵地。
皇室典範沒有對此作出規定，因此與其說是「大喪禮」之類的國家儀式，不如說是類似於「大喪禮」的皇室儀式（皇室典範第24條）。

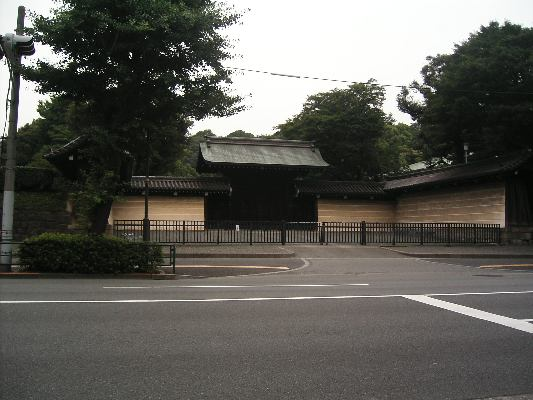
用於安葬除天皇外的日本皇室成員的豊島岡陵地

## 葬禮結構
有關天皇的葬禮，請參閱大喪之禮。
1. 入棺儀式（日語：御舟入りの儀）
2. 靈柩移送儀式（日語：正寝移柩の儀）
3. 靈車出發儀式（日語：轜車発引の儀）
4. 遺體告別式（日語：斂葬の儀）
  1. 喪葬儀式（日語：葬場の儀）
  2. 安葬禮（日語：墓所の儀）